# Le Corsaire des sept mers
Pour plus de détails, voir Fiche technique et Distribution.
Le Corsaire des sept mers ( El corsario) est un film hispano-italien sorti en 1970, réalisé par Antonio Mollica sous le pseudonyme de Tony Mulligan.

## Synopsis
Condamné à la déportation sur une île déserte, le boucanier Jeffrey Brook réussit à se libérer pendant le voyage, et aidé de quelques complices, prend les commandes du navire. Après avoir éliminé un adversaire pirate, il attaque une île occupée par les Portugais et s'empare de l'or qui était gardé dans une citadelle fortifiée.

## Fiche technique
- Titre français : Le corsaire des sept mers
- Titre original espagnol : El corsario
- Réalisation : Antonio Mollica (sous le pseudo de Tony Mulligan)
- Scénario : Eduardo Manzanos Brochero, Mino Roli (sous le pseudo de Mike Ashley), Nino Ducci et Tony Mulligan
- Photographie : Emilio Foriscot
- Musique : Angelo Francesco Lavagnino
- Production : King Film International, Copercines
- Durée : 89 minutes.
- Date de sortie en salle en France : 5 avril 1972[1]

## Distribution
- Robert Woods : le boucanier anglais Jeffrey Brook
- Tania Alvarado
- Cris Huerta
- Pat Nigro
- Fernando Calvo : Jackson Smith
- Anna Zinnemann
- Marina Brengola
- Giuliano Giunti
- Mariella Palmich